# Фердинанд Максимилиан фон Баден-Баден
Фердинанд Максимилиан фон Баден-Баден (на немски: Ferdinand Maximilian von Baden-Baden; * 23 септември 1625, Баден-Баден; † 4 ноември 1669, Хайделберг) е наследствен принц на Баден-Баден.

## Живот
Той е най-възрастният син на маркграф Вилхелм фон Баден-Баден (1593 – 1677) и първата му съпруга принцеса Катарина Урсула фон Хоенцолерн-Хехинген (1610 – 1640), дъщеря на княз Йохан Георг I фон Хоенцолерн-Хехинген.
На 15 март 1653 г. Фердинанд Максимилиан се жени в домашната капела на Соасонския дворец (Hotel de Soissons) в Париж за принцеса Луиза Кристина Савойска-Каринян (* 1 август 1627, Париж; † 7 юли 1689, Париж), дъщеря на Томас Франц от Савоя-Каринян, чийто брат Евгений Морис е баща на прочутия Евгений Савойски. По майчина линия Луиза Кристина е далечна роднина на френската кралска фамилия.
Фердинанд Максимилиан се връща без съпругата си в Маркграфство Баден-Баден. Роденият му в Париж син той успява да вземе при себе си. За него се грижи Мария Магдалена фон Йотинген, втората съпруга на баща му.
Фердинанд Максимилиан катастрофира на път за лов при курфюрст Карл I Лудвиг фон Пфалц и умира на 44 години, на 4 ноември 1669 г. в Хайделберг. Погребан е в манастирската църква на Баден-Баден.

## Деца
Фердинанд Максимилиан и Луиза Христина имат син:
- Лудвиг Вилхелм (1655 – 1707), маркграф на Баден-Баден (1677 – 1707), женен 1690 г. за принцеса Франциска Сибила Августа фон Саксония-Лауенбург (1675 – 1733)